# Puchar Świata w biathlonie 2012/2013
Puchar Świata w biathlonie 2012/2013 – 36. edycja zawodów o Puchar Świata w tej dyscyplinie sportu. Cykl rozpoczął się 25 listopada 2012 w szwedzkiej miejscowości Östersund biegiem sztafet mieszanych, zaś zakończył 17 marca 2013 w Chanty-Mansyjsku biegami ze startu wspólnego. Najważniejszą częścią sezonu były mistrzostwa świata w Novym Mescie.
Kryształowej kuli zdobytej w poprzednim sezonie wśród panów bronił Francuz Martin Fourcade, zaś triumfatorka klasyfikacji generalnej kobiet, Niemka Magdalena Neuner, zakończyła karierę po sezonie 2011/2012.
Zawody pucharowe wśród pań zdominowała Tora Berger. Norweżka triumfowała w klasyfikacji generalnej oraz zdobyła wszystkie małe kryształowe kule. Berger w trakcie sezonu dziewiętnastokrotnie stawała na podium, z czego jedenaście razy wygrała. Poprawiła także rekord Magdaleny Neuner w ilości zdobytych punktów w zawodach Pucharu Świata w jednym sezonie. Drugie miejsce w klasyfikacji generalnej ze stratą 351 pkt do Berger, zajęła Białorusinka Darja Domraczewa, zaś trzecie Niemka Andrea Henkel tracąc do Norweżki 411 pkt. Klasyfikacje drużynowe wygrali Norweżki.
Wśród panów, podobnie jak u kobiet, zdecydowane zwycięstwo w klasyfikacji generalnej odniósł Francuz Martin Fourcade. Analogicznie do Berger, reprezentant trójkolorowych zdobył także wszystkie małe kryształowe kule, za triumfy w klasyfikacjach poszczególnych konkurencji. W klasyfikacji generalnej Fourcade miał jeszcze większą przewagę nad kolejnymi zawodnikami niż Berger, Emil Hegle Svendsen stracił bowiem do Francuza 421 pkt, zaś trzeci Austriak Dominik Landertinger aż 533 pkt. Kryształowe kule za zwycięstwo w sztafecie oraz Pucharze Narodów zdobyli zawodnicy rosyjscy.

## Kalendarz
W porównaniu do sezonu 2011/2012 w kalendarzu planowanych startów zabrakło miejsca dla fińskiej miejscowości Kontiolahti, w miejsce której odbędzie się próba przedolimpijska w Soczi. Oprócz tego biathloniści tylko raz zagoszczą w alpejskiej miejscowości Hochfilzen, drugie zawody zostały zastąpione przez słoweńską miejscowość Pokljuka.

### Planowane starty
- Östersund (25 listopada – 2 grudnia 2012)
- Hochfilzen (5 – 9 grudnia 2012)
- Pokljuka (12 – 16 grudnia 2012)
- Oberhof (2 – 6 stycznia 2013)
- Ruhpolding (9 – 13 stycznia 2013)
- Rasen-Antholz (16 – 20 stycznia 2013)
- Nové Město na Moravě (7 – 17 lutego 2013)
- Oslo/Holmenkollen (27 lutego – 3 marca 2013)
- Soczi (6 – 10 marca 2013)
- Chanty-Mansyjsk (13 – 17 marca 2013)

## Wyniki szczegółowe

### Puchar Świata w Östersund
| Data         | Konkurencja                  | K/M | Zwycięzcy                                                                                       | Top 10 | Polacy |
| ------------ | ---------------------------- | --- | ----------------------------------------------------------------------------------------------- | --- | --- |
| 25 listopada | Sztafeta mieszana Raport IBU | K/M | 1. Rosja 1:12:41,3 (0+6) 2. Norwegia +21,2 (0+10) 3. Czechy +36,4 (0+8)                         | 4. Niemcy · 5. Francja · 6. Słowenia · 7. Włochy · 8. Szwecja · 9. Szwajcaria · 10. Ukraina                                                      | 14. Polska +4:31.0 (2+5) |
| 28 listopada | Bieg indywidualny Raport IBU | M   | 1. Martin Fourcade 50:44,7 (1) 2. Dominik Landertinger +12,3 (1) 3. Erik Lesser +21,7 (0)       | 4. Emil Hegle Svendsen 5. Jewgienij Ustiugow 6. Friedrich Pinter 7. Erlend Bjøntegaard 8. Krasimir Anew 9. Anton Szypulin 10. Jarkko Kauppinen   | 63. Łukasz Szczurek +5:12,1 (1) 65. Krzysztof Pływaczyk +5:14,4 (1) 71. Grzegorz Bril +6:03,9 (1)                                                                          |
| 29 listopada | Bieg indywidualny Raport IBU | K   | 1. Tora Berger 44:33,5 (0) 2. Darja Domraczewa +1:03,2 (2) 3. Jekatierina Głazyrina +2:10,2 (0) | 4. Selina Gasparin 5. Olga Wiłuchina 6. Jekatierina Jurłowa 7. Krystyna Pałka 8. Andrea Henkel 9. Kaisa Mäkäräinen 10. Gabriela Soukalová        | 7. Krystyna Pałka +3:11,6 (1) 16. Weronika Nowakowska-Ziemniak +4:00,0 (3) 25.Magdalena Gwizdoń +4:24,0 (3) 54. Paulina Bobak +7:03,5 (3) 83. Monika Hojnisz +9:43,5 (6)   |
| 1 grudnia    | Sprint Raport IBU            | M   | 1. Jean-Philippe Leguellec 25:10.4 (0) 2. Alexis Bœuf +18,1 (1) 3. Christoph Sumann +24.8 (1)   | 4. Florian Graf 5. Henrik L’Abée-Lund 6. Simon Eder 6. Emil Hegle Svendsen 8. Andreas Birnbacher 9. Arnd Peiffer 10. Martin Fourcade             | 60. Łukasz Szczurek +2:19.3 (1) 93. Grzegorz Bril +3:44.8 (4) 99. Krzysztof Pływaczyk +4:28.3 (5)                                                                          |
| 1 grudnia    | Sprint Raport IBU            | K   | 1. Tora Berger 21:34.0 (1) 2. Ołena Pidhruszna +16.9 (1) 3. Olga Wiłuchina +19.4 (1)            | 4. Olga Zajcewa 5. Andrea Henkel 6. Jana Gereková 7. Darja Domraczewa 8. Marie-Laure Brunet 9. Veronika Vítková 10. Zina Kocher                  | 16. Krystyna Pałka +1:01.1 (1) 20. Magdalena Gwizdoń +1:13.3 (3) 25. Weronika Nowakowska-Ziemniak +1:19.1 (3) 48. Paulina Bobak +1:59.0 (2) 83. Monika Hojnisz +2:31.2 (0) |
| 2 grudnia    | Bieg pościgowy Raport IBU    | M   | 1. Martin Fourcade 33:03.5 (1) 2. Andreas Birnbacher +0.7 (1) 3. Anton Szypulin +3.3 (1)        | 4. Arnd Peiffer 5. Emil Hegle Svendsen 6. Alexis Bœuf 7. Dmitrij Małyszko 8. Jewgienij Ustiugow 9. Jewgienij Garaniczew 10. Aleksiej Wołkow      | 60. Łukasz Szczurek +7:41.7 (4) |
| 2 grudnia    | Bieg pościgowy Raport IBU    | K   | 1. Tora Berger 31:01.9 (1) 2. Darja Domraczewa +29.8 (1) 3. Andrea Henkel +51.5 (0)             | 4. Olga Wiłuchina 5. Ołena Pidhruszna 6. Marie-Laure Brunet 7. Veronika Vítková 8. Anastasija Kuźmina 9. Jekatierina Głazyrina 10. Jana Gereková | 11. Krystyna Pałka +2:03.2 (1) 16. Weronika Nowakowska-Ziemniak +2:23.2 (3) 18. Magdalena Gwizdoń +2:32.1 (4) 43. Paulina Bobak 4:40.2 (3)                                 |

Klasyfikacje generalne po startach w Östersund
| Miejsce | Zawodnik             | Punkty |
| ------- | -------------------- | ------ |
| 1       | Martin Fourcade      | 151    |
| 2       | Emil Hegle Svendsen  | 121    |
| 3       | Alexis Bœuf          | 110    |
| 4       | Arnd Peiffer         | 105    |
| 5       | Andreas Birnbacher   | 104    |
| 6       | Jewgienij Ustiugow   | 104    |
| 7       | Erik Lesser          | 103    |
| 8       | Anton Szypulin       | 98     |
| 9       | Dominik Landertinger | 97     |
| 10      | Simon Eder           | 89     |

| Miejsce | Zawodnik                     | Punkty |
| ------- | ---------------------------- | ------ |
| 1       | Tora Berger                  | 180    |
| 2       | Darja Domraczewa             | 144    |
| 3       | Olga Wiłuchina               | 131    |
| 4       | Andrea Henkel                | 122    |
| 5       | Ołena Pidhruszna             | 102    |
| 6       | Marie-Laure Brunet           | 100    |
| 7       | Jekatierina Głazyrina        | 95     |
| 8       | Krystyna Pałka               | 91     |
| 9       | Gabriela Soukalová           | 86     |
| 10      | Anastasija Kuźmina           | 85     |
| ...     |                              |        |
| 17      | Weronika Nowakowska-Ziemniak | 66     |
| 20      | Magdalena Gwizdoń            | 60     |

### Puchar Świata w Hochfilzen
| Data      | Konkurencja               | K/M | Zwycięzcy                                                                              | Top 10 | Polacy |
| --------- | ------------------------- | --- | -------------------------------------------------------------------------------------- | --- | --- |
| 7 grudnia | Sprint Raport IBU         | M   | 1. Andreas Birnbacher 25:31.1 (0) 2. Martin Fourcade +0.4 (1) 3. Jakov Fak +13.7 (1)   | 4. Friedrich Pinter 5. Jewgienij Ustiugow 6. Andriej Makowiejew 7. Carl Johan Bergman 8. Simon Hallenbarter 9. Alexis Bœuf 10. Jean-Philippe Leguellec | 70. Krzysztof Pływaczyk +2:40.8 (1) 95. Łukasz Szczurek +3:42.7 (2) 96. Grzegorz Bril +4:04.1 (2)                                                                         |
| 7 grudnia | Sprint Raport IBU         | K   | 1. Darja Domraczewa 22:24.7 (1) 2. Kaisa Mäkäräinen +4.7 (1) 3. Tora Berger +12.9 (1)  | 4. Synnøve Solemdal 5. Krystyna Pałka 6. Magdalena Gwizdoń 7. Teja Gregorin 7. Nadzieja Skardzina 9. Miriam Gössner 10. Marie Habert                   | 5. Krystyna Pałka +29.3 (0) 6. Magdalena Gwizdoń +33.7 (1) 19 Weronika Nowakowska-Ziemniak+1:06.6 (2) 23. Paulina Bobak +1:15.5 (0) 55. Agnieszka Cyl +2:12.1 (2)         |
| 8 grudnia | Bieg pościgowy Raport IBU | M   | 1. Jakov Fak 34:14.8 (2) 2. Dmitrij Małyszko +0.9 (1) 3. Martin Fourcade +8.6 (3)      | 4. Fredrik Lindström 5. Andreas Birnbacher 6. Anton Szypulin 7. Ole Einar Bjørndalen 8. Dominik Landertinger 9. Jewgienij Ustiugow 10. Lowell Bailey   | |
| 8 grudnia | Bieg pościgowy Raport IBU | K   | 1. Synnøve Solemdal 31:13.4 (1) 2. Tora Berger +30.2 (2) 3. Kaisa Mäkäräinen +33.3 (4) | 4. Teja Gregorin 5. Darja Domraczewa 6. Miriam Gössner 7. Marie Habert 7. Jekatierina Szumiłowa 9. Wiktorija Semerenko 10. Nadine Horchler             | 15. Magdalena Gwizdoń +2:02.7 (4) 19. Krystyna Pałka +2:22.2 (4) 20. Weronika Nowakowska-Ziemniak +2:29.8 (3) 24. Paulina Bobak +2:52.1 (1) 39. Agnieszka Cyl +4:00.8 (3) |
| 9 grudnia | Sztafeta Raport IBU       | M   | 1. Norwegia 1:17:55.2 (0+1) 2. Francja +34.5 (0+6) 3. Rosja +46.6 (0+9)                | 4. Austria · 5. Czechy · 6. Niemcy · 7. Słowacja · 8. Włochy · 9. Szwecja · 10. Ukraina                                                                | 23. Polska LPD (1+14) |
| 9 grudnia | Sztafeta Raport IBU       | K   | 1. Norwegia 1:11:45.1 (0+5) 2. Ukraina +30.4 (0+4) 3. Rosja +45.4 (0+4)                | 4. Niemcy · 5. Francja · 6. Polska · 7. Białoruś · 8. Słowacja · 9. Szwecja · 10. Czechy                                                               | 6. Polska +2:20.1 (1+7) |

Klasyfikacje generalne po startach w Hochfilzen
| Miejsce | Zawodnik             | Punkty |
| ------- | -------------------- | ------ |
| 1       | Martin Fourcade      | 253    |
| 2       | Andreas Birnbacher   | 204    |
| 3       | Jewgienij Ustiugow   | 176    |
| 4       | Alexis Bœuf          | 172    |
| 5       | Anton Szypulin       | 160    |
| 6       | Dmitrij Małyszko     | 155    |
| 7       | Emil Hegle Svendsen  | 155    |
| 8       | Friedrich Pinter     | 155    |
| 9       | Dominik Landertinger | 148    |
| 10      | Erik Lesser          | 130    |

| Miejsce | Zawodnik                     | Punkty |
| ------- | ---------------------------- | ------ |
| 1       | Tora Berger                  | 282    |
| 2       | Darja Domraczewa             | 244    |
| 3       | Olga Wiłuchina               | 172    |
| 4       | Andrea Henkel                | 170    |
| 5       | Kaisa Mäkäräinen             | 154    |
| 6       | Krystyna Pałka               | 153    |
| 7       | Synnøve Solemdal             | 152    |
| 8       | Ołena Pidhruszna             | 152    |
| 9       | Teja Gregorin                | 149    |
| 10      | Gabriela Soukalová           | 143    |
| ...     |                              |        |
| 12      | Magdalena Gwizdoń            | 124    |
| 20      | Weronika Nowakowska-Ziemniak | 109    |
| 35      | Paulina Bobak                | 35     |
| 63      | Agnieszka Cyl                | 2      |

### Puchar Świata w Pokljuce
| Data       | Konkurencja               | K/M | Zwycięzcy                                                                                    | Top 10 | Polacy |
| ---------- | ------------------------- | --- | -------------------------------------------------------------------------------------------- | --- | --- |
| 13 grudnia | Sprint Raport IBU         | M   | 1. Jakov Fak 24:41,7 (0) 2. Emil Hegle Svendsen +0,8 (1) 3. Martin Fourcade +6,1 (0)         | 4. Tim Burke 5. Jean-Guillaume Béatrix 6. Władimir Iliew 7. Jewgienij Ustiugow 8. Ondřej Moravec 9. Simon Eder 10. Fredrik Lindström                | 60. Łukasz Szczurek +2:14,7 (0) 87. Krzysztof Pływaczyk +3:27,4 (2) 105. Grzegorz Bril +5:48,5 (5)                                                                         |
| 14 grudnia | Sprint Raport IBU         | K   | 1. Gabriela Soukalová 22:09,8 (0) 2. Miriam Gössner +2,1 (2) 3. Nadzieja Skardzina +30,1 (0) | 4. Wiktorija Semerenko 5. Marie Habert 6. Magdalena Gwizdoń 7. Andrea Henkel 8. Veronika Vítková 9. Selina Gasparin 10. Jekatierina Głazyrina       | 6. Magdalena Gwizdoń +34,3 (1) 19. Agnieszka Cyl +1:10,2 (1) 29. Krystyna Pałka+1:23,5 (2) 37. Weronika Nowakowska-Ziemniak +1:43,7 (3) 43. Monika Hojnisz +1:52,9 (2)     |
| 15 grudnia | Bieg pościgowy Raport IBU | M   | 1. Emil Hegle Svendsen 32:49.2 (1) 2. Ondřej Moravec +3,8 (1) 3. Martin Fourcade +17.4 (2)   | 4. Jewgienij Garaniczew 5. Fredrik Lindström 6. Jewgienij Ustiugow 7. Tim Burke 8. Jean-Guillaume Béatrix 9. Simon Schempp 10. Andrejs Rastorgujevs | 58. Łukasz Szczurek +6:18,2 (3) |
| 15 grudnia | Bieg pościgowy Raport IBU | K   | 1. Miriam Gössner 31:47,8 (5) 2. Gabriela Soukalová +0,7 (0) 3. Marie Habert +26,5 (1)       | 4. Ołena Pidhruszna 5. Veronika Vítková 6. Nadzieja Skardzina 7. Andrea Henkel 8. Wiktorija Semerenko 9. Tora Berger 10. Olga Wiłuchina             | 12. Magdalena Gwizdoń +1:59,4 (5) 17. Krystyna Pałka +2:45,2 (3) 29. Agnieszka Cyl +3:27,8 (5) 32. Monika Hojnisz +3:51,2 (3) 43. Weronika Nowakowska-Ziemniak +4:59,1 (7) |
| 16 grudnia | Bieg masowy Raport IBU    | M   | 1. Andreas Birnbacher 35:39.4 (0) 2. Jakov Fak +17.7 (2) 3. Tim Burke +22.6 (2)              | 4. Martin Fourcade 5. Björn Ferry 6. Emil Hegle Svendsen 7. Jewgienij Ustiugow 8. Jewgienij Garaniczew 9. Henrik L’Abée-Lund 10. Florian Graf       | polacy nie startowali |
| 16 grudnia | Bieg masowy Raport IBU    | K   | 1. Tora Berger 35:53.8 (2) 2. Miriam Gössner +35.5 (4) 3. Gabriela Soukalová +1:02.1 (2)     | 4. Olga Zajcewa 5. Jekatierina Jurłowa 6. Teja Gregorin 7. Krystyna Pałka 8. Olga Wiłuchina 9. Marie Habert 10. Anaïs Bescond                       | 7. Krystyna Pałka +1:41.1 (4) 26. Magdalena Gwizdoń +3:47.7 (7) 28. Weronika Nowakowska-Ziemniak +4:06.8 (8) 30. Agnieszka Cyl +4:38.9 (6)                                 |

Klasyfikacje generalne po startach w Pokljuce
| Miejsce | Zawodnik             | Punkty |
| ------- | -------------------- | ------ |
| 1       | Martin Fourcade      | 392    |
| 2       | Emil Hegle Svendsen  | 307    |
| 3       | Andreas Birnbacher   | 293    |
| 4       | Jewgienij Ustiugow   | 286    |
| 5       | Jakov Fak            | 250    |
| 6       | Tim Burke            | 221    |
| 7       | Fredrik Lindström    | 214    |
| 8       | Jewgienij Garaniczew | 208    |
| 9       | Friedrich Pinter     | 205    |
| 10      | Dmitrij Małyszko     | 204    |

| Miejsce | Zawodnik                     | Punkty |
| ------- | ---------------------------- | ------ |
| 1       | Tora Berger                  | 388    |
| 2       | Gabriela Soukalová           | 305    |
| 3       | Miriam Gössner               | 286    |
| 4       | Andrea Henkel                | 272    |
| 5       | Darja Domraczewa             | 264    |
| 6       | Olga Wiłuchina               | 255    |
| 7       | Marie Habert                 | 236    |
| 8       | Nadzieja Skardzina           | 227    |
| 9       | Teja Gregorin                | 227    |
| 10      | Ołena Pidhruszna             | 226    |
| 11      | Krystyna Pałka               | 225    |
| ...     |                              |        |
| 14      | Magdalena Gwizdoń            | 206    |
| 25      | Weronika Nowakowska-Ziemniak | 126    |
| 37      | Agnieszka Cyl                | 47     |
| 41      | Paulina Bobak                | 35     |
| 64      | Monika Hojnisz               | 9      |

### Puchar Świata w Oberhofie
| Data       | Konkurencja               | K/M | Zwycięzcy                                                                                          | Top 10 | Polacy |
| ---------- | ------------------------- | --- | -------------------------------------------------------------------------------------------------- | --- | --- |
| 3 stycznia | Sztafeta Raport IBU       | K   | 1. Ukraina 1:20:16.1 (0+5) 2. Francja +45.9 (0+4) 3. Niemcy +1:47.3 (2+8)                          | 4. Norwegia · 5. Rosja · 6. Włochy · 7. Polska · 8. Białoruś · 9. Słowacja                                                                 | 7. Polska +3:44.9 (4+14) |
| 4 stycznia | Sztafeta Raport IBU       | M   | 1. Rosja 1:20:35.7 (0+12) 2. Norwegia +8.4 (1+8) 3. Niemcy +39.3 (1+9)                             | 4. Ukraina · 5. Stany Zjednoczone · 6. Słowenia · 7. Szwecja · 8. Czechy · 9. Słowacja · 10. Białoruś                                      | 19. Polska LPD (4+17) |
| 5 stycznia | Sprint Raport IBU         | K   | 1. Miriam Gössner 21:17.2 (2) 2. Tora Berger +2.0 (0) 3. Andrea Henkel +24.1 (0)                   | 4. Marie Habert 5. Olga Zajcewa 6. Julija Dżima 7. Olga Wiłuchina 8. Anaïs Bescond 9. Nadine Horchler 10. Darja Domraczewa                 | 19. Monika Hojnisz +1:41.0 (2) 31. Krystyna Pałka +2:01.9 (3) 45. Magdalena Gwizdoń +2:41.4 (4) 49. Weronika Nowakowska-Ziemniak +2:47.8 (5) 55. Paulina Bobak +2:55.7 (2) |
| 5 stycznia | Sprint Raport IBU         | M   | 1. Dmitrij Małyszko 25:07.9 (1) 2. Jewgienij Garaniczew +12.6 (1) 3. Emil Hegle Svendsen +13.1 (1) | 4. Alexis Bœuf 5. Jewgienij Ustiugow 6. Aleksiej Wołkow 7. Fredrik Lindström 8. Julian Eberhard 9. Benjamin Weger 10. Ole Einar Bjørndalen | 71. Łukasz Szczurek +2:46.8 (2) 90. Łukasz Słonina +4:21.3 (2) 92. Rafał Lepel +4:55.9 (5)                                                                                 |
| 6 stycznia | Bieg pościgowy Raport IBU | K   | 1. Olga Zajcewa 32:01.9 (3) 2. Veronika Vítková +25.9 (1) 3. Wałentyna Semerenko +28.4 (1)         | 4. Tora Berger 5. Darja Domraczewa 6. Marie-Laure Brunet 7. Andrea Henkel 8. Kaisa Mäkäräinen 9. Marie Habert 10. Miriam Gössner           | 27. Krystyna Pałka +2:39.0 (5) 28. Monika Hojnisz +2:41.9 (5) 46. Paulina Bobak +4:38.2 (2) 47. Magdalena Gwizdoń +5:01.0 (7) DNS. Weronika Nowakowska-Ziemniak            |
| 6 stycznia | Bieg pościgowy Raport IBU | M   | 1. Dmitrij Małyszko 32:22.9 (0) 2. Jewgienij Garaniczew +42.1 (1) 3. Ondřej Moravec +49.9 (0)      | 4. Emil Hegle Svendsen 5. Benjamin Weger 6. Jewgienij Ustiugow 7. Alexis Bœuf 8. Aleksiej Wołkow 9. Klemen Bauer 10. Michal Šlesingr       | |

Klasyfikacje generalne po startach w Oberhofie
| Miejsce | Zawodnik             | Punkty |
| ------- | -------------------- | ------ |
| 1       | Martin Fourcade      | 444    |
| 2       | Emil Hegle Svendsen  | 398    |
| 3       | Jewgienij Ustiugow   | 364    |
| 4       | Dmitrij Małyszko     | 324    |
| 5       | Jewgienij Garaniczew | 316    |
| 6       | Andreas Birnbacher   | 293    |
| 7       | Fredrik Lindström    | 279    |
| 8       | Jakov Fak            | 278    |
| 9       | Alexis Bœuf          | 272    |
| 10      | Ondřej Moravec       | 250    |

| Miejsce | Zawodnik                     | Punkty |
| ------- | ---------------------------- | ------ |
| 1       | Tora Berger                  | 485    |
| 2       | Miriam Gössner               | 377    |
| 3       | Andrea Henkel                | 356    |
| 4       | Darja Domraczewa             | 335    |
| 5       | Olga Wiłuchina               | 317    |
| 6       | Marie Habert                 | 311    |
| 7       | Gabriela Soukalová           | 305    |
| 8       | Kaisa Mäkäräinen             | 277    |
| 9       | Ołena Pidhruszna             | 273    |
| 10      | Olga Zajcewa                 | 270    |
| ...     |                              |        |
| 14      | Krystyna Pałka               | 249    |
| 20      | Magdalena Gwizdoń            | 206    |
| 29      | Weronika Nowakowska-Ziemniak | 126    |
| 40      | Agnieszka Cyl                | 47     |
| 41      | Monika Hojnisz               | 44     |
| 48      | Paulina Bobak                | 35     |

### Puchar Świata w Ruhpolding
| Data        | Konkurencja            | K/M | Zwycięzcy                                                                                      | Top 10 | Polacy |
| ----------- | ---------------------- | --- | ---------------------------------------------------------------------------------------------- | --- | --- |
| 9 stycznia  | Sztafeta Raport IBU    | K   | 1. Norwegia 1:08:13.2 (0+4) 2. Rosja +54.7 (0+1) 3. Czechy +1:51.8 (0+7)                       | 4. Niemcy · 5. Włochy · 6. Francja · 7. Ukraina · 8. Białoruś · 9. Słowacja · 10. Polska                                                               | 10. Polska +3:36.5 (0+8) |
| 10 stycznia | Sztafeta Raport IBU    | M   | 1. Francja 1:13:11.2 (0+3) 2. Norwegia +9.4 (0+8) 3. Austria +9.7 (0+9)                        | 4. Niemcy · 5. Rosja · 6. Szwecja · 7. Ukraina · 8. Słowenia · 9. Białoruś · 10. Słowacja                                                              | 22. Polska LPD (1+12) |
| 11 stycznia | Sprint Raport IBU      | K   | 1. Miriam Gössner 20:57.2 (1) 2. Darja Domraczewa +7.1 (1) 3. Kaisa Mäkäräinen +17.5 (1)       | 4. Andrea Henkel 5. Marie Habert 6. Jana Gereková 7. Weronika Nowakowska-Ziemniak 8. Wałentyna Semerenko 9. Fanny Welle-Strand Horn 10. Mari Laukkanen | 7. Weronika Nowakowska-Ziemniak +42.2 (0) 13. Krystyna Pałka +59.6 (3) 27. Magdalena Gwizdoń +1:24.9 (2) 87. Monika Hojnisz +4:05.7 (4) DNS. Agnieszka Cyl |
| 12 stycznia | Sprint Raport IBU      | M   | 1. Martin Fourcade 23:51.5 (0) 2. Jewgienij Ustiugow +16.4 (0) 3. Andriej Makowiejew +33.0 (0) | 4. Emil Hegle Svendsen 5. Dmitrij Małyszko 6. Lars Helge Birkeland 7. Tarjei Bø 8. Jean-Guillaume Béatrix 9. Andrij Deryzemla 10. Scott Perras         | 85. Łukasz Szczurek +3:33.3 (3) 92. Adam Kwak +4:10.9 (2) 97. Rafał Lepel +4:48.6 (4)                                                                      |
| 13 stycznia | Bieg masowy Raport IBU | K   | 1. Tora Berger 37:14,4 (1) 2. Darja Domraczewa +26,7 (2) 3. Olga Zajcewa +37,8 (1)             | 4. Wiktorija Semerenko 5. Teja Gregorin 6. Kaisa Mäkäräinen 7. Selina Gasparin 8. Miriam Gössner 9. Anastasija Kuźmina 10. Ołena Pidhruszna            | 15. Krystyna Pałka +2:20,5 (2) 22. Magdalena Gwizdoń +3:06,4 (5) 26. Weronika Nowakowska-Ziemniak +3:21,5 (3)                                              |
| 13 stycznia | Bieg masowy Raport IBU | M   | 1. Martin Fourcade 36:27,7 (0) 2. Dmitrij Małyszko +0.5 (1) 3. Emil Hegle Svendsen +10,6 (2)   | 4. Alexis Bœuf 5. Simon Schempp 6. Jakov Fak 7. Andreas Birnbacher 8. Henrik L’Abée-Lund 9. Björn Ferry 10. Lars Helge Birkeland                       | |

Klasyfikacje generalne po startach w Ruhpolding
| Miejsce | Zawodnik             | Punkty |
| ------- | -------------------- | ------ |
| 1       | Martin Fourcade      | 564    |
| 2       | Emil Hegle Svendsen  | 498    |
| 3       | Jewgienij Ustiugow   | 446    |
| 4       | Dmitrij Małyszko     | 418    |
| 5       | Jewgienij Garaniczew | 355    |
| 6       | Andreas Birnbacher   | 348    |
| 7       | Jakov Fak            | 345    |
| 8       | Alexis Bœuf          | 343    |
| 9       | Fredrik Lindström    | 297    |
| 10      | Ondřej Moravec       | 287    |

| Miejsce | Zawodnik                     | Punkty |
| ------- | ---------------------------- | ------ |
| 1       | Tora Berger                  | 574    |
| 2       | Miriam Gössner               | 471    |
| 3       | Darja Domraczewa             | 443    |
| 4       | Andrea Henkel                | 427    |
| 5       | Marie Habert                 | 380    |
| 6       | Kaisa Mäkäräinen             | 363    |
| 7       | Olga Wiłuchina               | 351    |
| 8       | Gabriela Soukalová           | 346    |
| 9       | Olga Zajcewa                 | 342    |
| 10      | Wiktorija Semerenko          | 333    |
| ...     |                              |        |
| 12      | Krystyna Pałka               | 303    |
| 19      | Magdalena Gwizdoń            | 239    |
| 27      | Weronika Nowakowska-Ziemniak | 177    |
| 42      | Agnieszka Cyl                | 47     |
| 44      | Monika Hojnisz               | 44     |
| 51      | Paulina Bobak                | 35     |

### Puchar Świata w Rasen-Antholz
| Data        | Konkurencja               | K/M | Zwycięzcy                                                                                     | Top 10 | Polacy |
| ----------- | ------------------------- | --- | --------------------------------------------------------------------------------------------- | --- | --- |
| 17 stycznia | Sprint Raport IBU         | K   | 1. Anastasija Kuźmina 20:28.6 (0) 2. Kaisa Mäkäräinen +16.7 (1) 3. Darja Domraczewa +21.9 (1) | 4. Ołena Pidhruszna 5. Nadine Horchler 6. Olga Wiłuchina 7. Marie Habert 8. Karin Oberhofer 9. Olga Zajcewa 10. Gabriela Soukalová                           | 13. Krystyna Pałka +1:06.8 (1) 15. Magdalena Gwizdoń +1:08.9 (2) 23. Weronika Nowakowska-Ziemniak +1:23.4 (2) 36. Monika Hojnisz +1:54.3 (2) DNS Agnieszka Cyl |
| 18 stycznia | Sprint Raport IBU         | M   | 1. Anton Szypulin 22:45.8 (0) 2. Emil Hegle Svendsen +12.8 (1) 3. Jakov Fak +20.4 (1)         | 4. Andreas Birnbacher 5. Jewgienij Garaniczew 6. Martin Fourcade 7. Lowell Bailey 8. Daniel Mesotitsch 9. Friedrich Pinter 10. Jaroslav Soukup               | 74. Adam Kwak +2:49.1 (0) 88. Łukasz Szczurek +3:16.6 (3) 91. Łukasz Słonina +3:24.2 (1)                                                                       |
| 19 stycznia | Bieg pościgowy Raport IBU | K   | 1. Tora Berger 31:21.8 (2) 2. Ołena Pidhruszna +18.9 (1) 3. Kaisa Mäkäräinen +25.4 (4)        | 4. Olga Wiłuchina 5. Nadine Horchler 6. Ann Kristin Aafedt Flatland 7. Sophie Boilley 8. Teja Gregorin 9. Synnøve Solemdal 10. Darja Domraczewa              | 11. Magdalena Gwizdoń +1:02.4 (3) 22. Krystyna Pałka +2:32.9 (5) 25. Weronika Nowakowska-Ziemniak +2:47.5 (3) 42. Monika Hojnisz +5:03.5 (6)                   |
| 19 stycznia | Bieg pościgowy Raport IBU | M   | 1. Anton Szypulin 31:24.2 (2) 2. Jakov Fak +22.6 (1) 3. Daniel Mesotitsch +25.8 (1)           | 4. Martin Fourcade 5. Emil Hegle Svendsen 6. Jewgienij Garaniczew 7. Dominik Landertinger 8. Serhij Sedniew 9. Jean-Guillaume Béatrix 10. Andriej Makowiejew | Polacy nie startowali |
| 20 stycznia | Sztafeta Raport IBU       | K   | 1. Niemcy 1:13:02.1 (0+10) · 2. Rosja +17.4 (0+9) · 3. Francja +40.9 (0+4)                    | 4. Norwegia · 5. Ukraina · 6. Polska · 7. Białoruś · 8. Włochy · 9. Austria · 10. Stany Zjednoczone                                                          | 6. Polska +1:54.3 (2+6) |
| 20 stycznia | Sztafeta Raport IBU       | M   | 1. Francja 1:13.26.0 (0+8) · 2. Rosja +10.1 (0+8) · 3. Austria +1:18.5 (1+8)                  | 4. Szwecja · 5. Szwajcaria · 6. Czechy · 7. Niemcy · 8. Ukraina · 9. Słowacja · 10. Norwegia                                                                 | LPD Polska (1+15) |

Klasyfikacje generalne po startach w Rasun Anterselvie
| Miejsce | Zawodnik             | Punkty |
| ------- | -------------------- | ------ |
| 1       | Martin Fourcade      | 645    |
| 2       | Emil Hegle Svendsen  | 583    |
| 3       | Jewgienij Ustiugow   | 475    |
| 4       | Dmitrij Małyszko     | 461    |
| 5       | Jakov Fak            | 447    |
| 6       | Jewgienij Garaniczew | 433    |
| 7       | Anton Szypulin       | 392    |
| 8       | Andreas Birnbacher   | 391    |
| 9       | Alexis Bœuf          | 363    |
| 10      | Fredrik Lindström    | 352    |

| Miejsce | Zawodnik                     | Punkty |
| ------- | ---------------------------- | ------ |
| 1       | Tora Berger                  | 661    |
| 2       | Darja Domraczewa             | 522    |
| 3       | Andrea Henkel                | 472    |
| 4       | Miriam Gössner               | 471    |
| 5       | Kaisa Mäkäräinen             | 465    |
| 6       | Olga Wiłuchina               | 432    |
| 7       | Marie Habert                 | 431    |
| 8       | Ołena Pidhruszna             | 423    |
| 9       | Gabriela Soukalová           | 405    |
| 10      | Olga Zajcewa                 | 400    |
| ...     | ....                         | ...    |
| 12      | Krystyna Pałka               | 350    |
| 17      | Magdalena Gwizdoń            | 295    |
| 28      | Weronika Nowakowska-Ziemniak | 211    |
| 49      | Monika Hojnisz               | 49     |
| 50      | Agnieszka Cyl                | 47     |
| 55      | Paulina Bobak                | 35     |

### Mistrzostwa Świata w Nové Město na Moravě
| Data      | Konkurencja                  | K/M | Zwycięzcy                                                                                 | Top 10 | Polacy |
| --------- | ---------------------------- | --- | ----------------------------------------------------------------------------------------- | --- | --- |
| 7 lutego  | Sztafeta mieszana Raport IBU | K/M | 1. Norwegia 1:12:24.9 (0+4) · 2. Francja +20.0 (0+8) · 3. Czechy +32.3 (0+5)              | 4. Włochy · 5. Słowenia · 6. Rosja · 7. Słowacja · 8. Stany Zjednoczone · 9. Ukraina · 10. Polska ·                                          | 10. Polska +1:53.8 (0+7) |
| 9 lutego  | Sprint Raport IBU            | M   | 1. Emil Hegle Svendsen 23:25.1 (1) 2. Martin Fourcade +8.1 (1) 3. Jakov Fak +11.2 (0)     | 4. Ole Einar Bjørndalen 5. Dmitrij Małyszko 6. Alexis Bœuf 7. Anton Szypulin 8. Fredrik Lindström 9. Jewgienij Ustiugow 10. Simon Eder       | 80. Krzysztof Pływaczyk +3:17.2 (3) 84. Łukasz Szczurek +3:21.4 (2) 97. Adam Kwak +3:49.4 (2) 102. Łukasz Słonina +4:01.6 (1)                                        |
| 9 lutego  | Sprint Raport IBU            | K   | 1. Ołena Pidhruszna 21:02.1 (0) 2. Tora Berger +6.4 (1) 3. Wita Semerenko +22.8 (0)       | 4. Olga Zajcewa 5. Olga Wiłuchina 6. Miriam Gössner 7. Krystyna Pałka 8. Ann Kristin Flatland 9. Kaisa Mäkäräinen 10. Veronika Vítková       | 7. Krystyna Pałka +34.5 (1) 12. Magdalena Gwizdoń +53.6 (2) 24. Monika Hojnisz +1:16.7 (1) 34. Weronika Nowakowska-Ziemniak +1:42.2 (2)                              |
| 10 lutego | Bieg pościgowy Raport IBU    | M   | 1. Emil Hegle Svendsen 32:35.5 (1) 2. Martin Fourcade +0.1 (2) 3. Anton Szypulin +3.6 (1) | 4. Dmitrij Małyszko 5. Dominik Landertinger 6. Jakov Fak 7. Fredrik Lindström 8. Alexis Bœuf 9. Björn Ferry 10. Ole Einar Bjørndalen         | Polacy nie startowali |
| 10 lutego | Bieg pościgowy Raport IBU    | K   | 1. Tora Berger 28:48.4 (3) 2. Krystyna Pałka +18.5 (2) 3. Ołena Pidhruszna +21.5 (2)      | 4. Olga Zajcewa 5. Jekatierina Głazyrina 6. Andrea Henkel 7. Ann Kristin Flatland 8. Veronika Vítková 9. Wita Semerenko 10. Kaisa Mäkäräinen | 2. Krystyna Pałka +18.5br />7. Ann Kristin Flatland (2) 12 Magdalena Gwizdoń +1:22.0 (4) 13. Monika Hojnisz +1:22.7 (1) 27. Weronika Nowakowska-Ziemniak +2:27.6 (4) |
| 13 lutego | Bieg indywidualny Raport IBU | K   | 1. Tora Berger 44:45.2 (0) 2. Andrea Henkel +52.7 (0) 3. Wałentyna Semerenko +1:42.5 (1)  | 4. Anastasija Kuźmina 5. Wita Semerenko 6. Olga Zajcewa 7. Jekatierina Głazyrina 8. Kaisa Mäkäräinen 9. Marie Habert 10. Olga Wiłuchina      | 18. Magdalena Gwizdoń +3:58.4 (3) 22. Krystyna Pałka +4:31.6 (3) 23. Weronika Nowakowska-Ziemniak +4:31.9 (3) 49. Agnieszka Cyl +7:33.7 (6)                          |
| 14 lutego | Bieg indywidualny Raport IBU | M   | 1. Martin Fourcade 49:43.0 (1) 2. Tim Burke +23.5 (1) 3. Fredrik Lindström +33.7 (1)      | 4. Ondřej Moravec 5. Björn Ferry 6. Simon Fourcade 7. Lukas Hofer 8. Andreas Birnbacher 9. Henrik L’Abée-Lund 10. Jean-Philippe Leguellec    | 41. Łukasz Szczurek +4:29.1 (1) 52. Krzysztof Pływaczyk +5:27.3 (3) 65. Adam Kwak +6:58.5 (3) 114. Grzegorz Guzik +14:18.0 (9)                                       |
| 15 lutego | Sztafeta Raport IBU          | K   | 1. Norwegia 1:08:11.0 (1+9) · 2. Ukraina +7.0 (0+5) · 3. Włochy +11.6 (0+4)               | 4. Rosja · 5. Niemcy · 6. Francja · 7. Białoruś · 8. Słowacja · 9. Polska · 10. Czechy                                                       | 9. Polska +2:20.3 (1+13) |
| 16 lutego | Sztafeta Raport IBU          | M   | 1. Norwegia 1:15:39.0 (0+5) · 2. Francja +1:12.8 (0+7) · 3. Niemcy +1:18.5 (2+3)          | 4. Rosja · 5. Austria · 6. Czechy · 7. Włochy · 8. Kanada · 9. Bułgaria · 10. Słowacja                                                       | LPD Polska (4+12) |
| 17 lutego | Bieg masowy Raport IBU       | K   | 1. Darja Domraczewa 35:54.5 (2) 2. Tora Berger +8.7 (2) 3. Monika Hojnisz +27.6 (1)       | 4. Wita Semerenko 5. Olga Zajcewa 6. Miriam Gössner 7. Krystyna Pałka 8. Teja Gregorin 9. Marie Habert 10. Jana Gereková                     | 3. Monika Hojnisz +27.6 (1) 7. Krystyna Pałka +1:00.8 (1) 12. Weronika Nowakowska-Ziemniak +1:41.8 (2) 27. Magdalena Gwizdoń +3:15.0 (6)                             |
| 17 lutego | Bieg masowy Raport IBU       | M   | 1. Tarjei Bø 36:15.8 (0) 2. Anton Szypulin +3.7 (1) 3. Emil Hegle Svendsen +7.4 (1)       | 4. Ondřej Moravec 5. Erik Lesser 6. Dominik Landertinger 7. Jean-Guillaume Béatrix 8. Björn Ferry 9. Simon Fourcade 10. Martin Fourcade      | Polacy nie startowali |

Klasyfikacje generalne po mistrzostwach świata
| Miejsce | Zawodnik            | Punkty |
| ------- | ------------------- | ------ |
| 1       | Martin Fourcade     | 844    |
| 2       | Emil Hegle Svendsen | 751    |
| 3       | Jakov Fak           | 576    |
| 4       | Dmitrij Małyszko    | 570    |
| 5       | Jewgienij Ustiugow  | 557    |
| 6       | Anton Szypulin      | 538    |
| 7       | Fredrik Lindström   | 499    |
| 8       | Andreas Birnbacher  | 492    |
| 9       | Jewgienij Ustiugow  | 484    |
| 10      | Alexis Bœuf         | 462    |

| Miejsce | Zawodnik                     | Punkty |
| ------- | ---------------------------- | ------ |
| 1       | Tora Berger                  | 889    |
| 2       | Darja Domraczewa             | 606    |
| 3       | Andrea Henkel                | 600    |
| 4       | Ołena Pidhruszna             | 591    |
| 5       | Kaisa Mäkäräinen             | 586    |
| 6       | Miriam Gössner               | 573    |
| 7       | Olga Zajcewa                 | 564    |
| 8       | Marie Habert                 | 543    |
| 9       | Olga Wiłuchina               | 540    |
| 10      | Gabriela Soukalová           | 505    |
| ...     | ...                          | ...    |
| 12      | Krystyna Pałka               | 495    |
| 16      | Magdalena Gwizdoń            | 390    |
| 25      | Weronika Nowakowska-Ziemniak | 279    |
| 35      | Monika Hojnisz               | 142    |
| 54      | Agnieszka Cyl                | 47     |
| 59      | Paulina Bobak                | 35     |

### Puchar Świata w Holmenkollen
| Data      | Konkurencja               | K/M | Zwycięzcy                                                                                    | Top 10 | Polacy |
| --------- | ------------------------- | --- | -------------------------------------------------------------------------------------------- | --- | --- |
| 28 lutego | Sprint Raport IBU         | M   | 1. Tarjei Bø 25:44.5 (0) 2. Martin Fourcade +0.1 (2) 3. Andrij Deryzemla +7.7 (0)            | 4. Dominik Landertinger 5. Aleksandr Łoginow 6. Simon Fourcade 7. Arnd Peiffer 8. Maksim Cwietkow 9. Daniel Mesotitsch 10. Andrejs Rastorgujevs | Polacy nie startowali |
| 1 marca   | Sprint Raport IBU         | K   | 1. Tora Berger 21:31.2 min (0) 2. Darja Domraczewa +12.0 (2) 3. Anastasija Kuźmina +30.9 (2) | 4. Marie Habert 5. Ołena Pidhruszna 6. Andrea Henkel 7. Laura Dahlmeier 8. Wita Semerenko 9. Teja Gregorin 10. Natalja Burdyga                  | 11. Weronika Nowakowska-Ziemniak +1:06.7 (1) 13. Magdalena Gwizdoń +1:09.4 (2) 16. Krystyna Pałka +1:21.2 (2) 55. Paulina Bobak +3:01.7 (2) |
| 2 marca   | Bieg pościgowy Raport IBU | K   | 1. Tora Berger 32:12.2 (4) 2. Marie Habert +31.2 (2) 3. Anastasija Kuźmina +45.1 (4)         | 4. Krystyna Pałka 5. Darja Domraczewa 6. Tiril Eckhoff 7. Teja Gregorin 8. Wałentyna Semerenko 9. Andrea Henkel 10. Laura Dahlmeier             | 4. Krystyna Pałka +1:32.3 (2) 16. Magdalena Gwizdoń +4:41.4 (9) 39. Paulina Bobak +7:25.1 (5) DNF Weronika Nowakowska-Ziemniak              |
| 2 marca   | Bieg pościgowy Raport IBU | M   | 1. Martin Fourcade 33:48.2 (2) 2. Tarjei Bø +27.7 (3) 3. Aleksandr Łoginow +35.5 (3)         | 4. Arnd Peiffer 5. Aleksiej Wołkow 6. Simon Eder 7. Fredrik Lindström 8. Andrij Deryzemla 9. Simon Fourcade 10. Jakov Fak                       | Polacy nie startowali |
| 3 marca   | Bieg masowy Raport IBU    | K   | 1. Tora Berger 36:58.8 (2) 2. Anastasija Kuźmina +5.4 (2) 3. Darja Domraczewa +23.3 (3)      | 4. Anaïs Bescond 5. Ołena Pidhruszna 6. Wita Semerenko 7. Karin Oberhofer 8. Kaisa Mäkäräinen 9. Teja Gregorin 10. Magdalena Gwizdoń            | 10. Magdalena Gwizdoń +1:17.0 (5) 22. Krystyna Pałka +3:09.8 (5)                                                                            |
| 3 marca   | Bieg masowy Raport IBU    | M   | 1. Ondřej Moravec 39:48.7 (1) 2. Martin Fourcade +13.7 (3) 3. Erik Lesser +16.8 (1)          | 4. Tim Burke 5. Andriej Makowiejew 6. Andrij Deryzemla 7. Tarjei Bø 8. Jean-Guillaume Béatrix 9. Fredrik Lindström 10. Simon Eder               | Polacy nie startowali |

Klasyfikacje generalne po startach w Oslo/Holmenkollen
| Miejsce | Zawodnik             | Punkty |
| ------- | -------------------- | ------ |
| 1       | Martin Fourcade      | 1012   |
| 2       | Emil Hegle Svendsen  | 751    |
| 3       | Jakov Fak            | 650    |
| 4       | Fredrik Lindström    | 592    |
| 5       | Dmitrij Małyszko     | 570    |
| 6       | Jewgienij Ustiugow   | 557    |
| 7       | Anton Szypulin       | 538    |
| 8       | Andreas Birnbacher   | 535    |
| 9       | Dominik Landertinger | 519    |
| 10      | Jewgienij Garaniczew | 484    |

| Miejsce | Zawodnik                     | Punkty |
| ------- | ---------------------------- | ------ |
| 1       | Tora Berger                  | 1069   |
| 2       | Darja Domraczewa             | 748    |
| 3       | Andrea Henkel                | 699    |
| 4       | Ołena Pidhruszna             | 671    |
| 5       | Marie Habert                 | 668    |
| 6       | Kaisa Mäkäräinen             | 664    |
| 7       | Miriam Gössner               | 612    |
| 8       | Anastasija Kuźmina           | 608    |
| 9       | Wita Semerenko               | 597    |
| 10      | Krystyna Pałka               | 582    |
| ...     | ...                          | ...    |
| 15      | Magdalena Gwizdoń            | 474    |
| 25      | Weronika Nowakowska-Ziemniak | 309    |
| 36      | Monika Hojnisz               | 142    |
| 59      | Agnieszka Cyl                | 47     |
| 62      | Paulina Bobak                | 37     |

### Puchar Świata w Soczi
| Data     | Konkurencja                  | K/M | Zwycięzcy                                                                                      | Top 10 | Polacy |
| -------- | ---------------------------- | --- | ---------------------------------------------------------------------------------------------- | --- | --- |
| 7 marca  | Bieg indywidualny Raport IBU | K   | 1. Darja Domraczewa 45:45.2 (2) 2. Olga Zajcewa +34.6 (0) 3. Tora Berger +46.8 (1)             | 4. Andrea Henkel 5. Magdalena Gwizdoń 6. Kaisa Mäkäräinen 7. Susan Dunklee 8. Gabriela Soukalová 9. Anastasija Kuźmina 10. Teja Gregorin | 5. Magdalena Gwizdoń +1:43.5 (2) DNS Krystyna Pałka                                                                               |
| 7 marca  | Bieg indywidualny Raport IBU | M   | 1. Martin Fourcade 49:40.6 (1) 2. Andreas Birnbacher +6.9 (0) 3. Serhij Semenow +31.9 (0)      | 4. Andrejs Rastorgujevs 5. Tim Burke 6. Benedikt Doll 7. Björn Ferry 8. Lukas Hofer 9. Dmitrij Małyszko 10. Ivan Joller                  | Polacy nie startowali |
| 9 marca  | Sprint Raport IBU            | M   | 1. Martin Fourcade 25:17.3 (0) 2. Jewgienij Ustiugow +42.3 (1) 3. Henrik L’Abée-Lund +51.0 (0) | 4. Dominik Landertinger 5. Dominik Windisch 6. Erik Lesser 7. Ondřej Moravec 8. Tarjei Bø 9. Aleksiej Slepow 10. Simon Fourcade          | Polacy nie startowali |
| 9 marca  | Sprint Raport IBU            | K   | 1. Magdalena Gwizdoń 25:28.7 (0) 2. Anastasija Kuźmina +10.2 (1) 3. Tora Berger +13.7 (1)      | 4. Marie Habert 5. Darja Domraczewa 6. Evi Sachenbacher-Stehle 7. Laura Dahlmeier 8. Teja Gregorin 9. Kaisa Mäkäräinen 10. Olga Zajcewa  | 1. Magdalena Gwizdoń (0) 12. Monika Hojnisz +54.1 (1) 39. Krystyna Pałka +2:30.1 (1) 49. Weronika Nowakowska-Ziemniak +2:48.6 (4) |
| 10 marca | Sztafeta Raport IBU          | M   | 1. Rosja 1:09.50.8 (1+6) · 2. Niemcy +38.3 (0+10) · 3. Czechy +42.9 (0+13)                     | 4. Norwegia · 5. Francja · 6. Włochy · 7. Szwecja · 8. Austria · 9. Słowacja · 10. Stany Zjednoczone                                     | Polacy nie startowali |
| 10 marca | Sztafeta Raport IBU          | K   | 1. Niemcy 1:09:27.1 (1+7) · 2. Ukraina +11.9 (0+6) · 3. Norwegia +21.2 (0+10)                  | 4. Polska · 5. Francja · 6. Rosja · 7. Włochy · 8. Białoruś · 9. Czechy · 10. Kanada                                                     | 4. Polska +51.6 (2+8) |

Klasyfikacje generalne po startach w Soczi
| Miejsce | Zawodnik             | Punkty |
| ------- | -------------------- | ------ |
| 1       | Martin Fourcade      | 1132   |
| 2       | Emil Hegle Svendsen  | 751    |
| 3       | Jakov Fak            | 694    |
| 4       | Jewgienij Ustiugow   | 631    |
| 5       | Dmitrij Małyszko     | 625    |
| 6       | Fredrik Lindström    | 613    |
| 7       | Andreas Birnbacher   | 607    |
| 8       | Dominik Landertinger | 581    |
| 9       | Anton Szypulin       | 548    |
| 10      | Ondřej Moravec       | 535    |

| Miejsce | Zawodnik                     | Punkty |
| ------- | ---------------------------- | ------ |
| 1       | Tora Berger                  | 1165   |
| 2       | Darja Domraczewa             | 848    |
| 3       | Andrea Henkel                | 742    |
| 4       | Marie Habert                 | 741    |
| 5       | Kaisa Mäkäräinen             | 734    |
| 6       | Anastasija Kuźmina           | 694    |
| 7       | Ołena Pidhruszna             | 686    |
| 8       | Olga Zajcewa                 | 649    |
| 9       | Miriam Gössner               | 646    |
| 10      | Wita Semerenko               | 632    |
| ...     | ...                          | ...    |
| 12      | Krystyna Pałka               | 584    |
| 14      | Magdalena Gwizdoń            | 574    |
| 26      | Weronika Nowakowska-Ziemniak | 309    |
| 36      | Monika Hojnisz               | 171    |
| 63      | Agnieszka Cyl                | 47     |
| 68      | Paulina Bobak                | 37     |

### Puchar Świata w Chanty-Mansyjsku
| Data     | Konkurencja               | K/M | Zwycięzcy | Top 10 | Polacy |
| -------- | ------------------------- | --- | --- | --- | --- |
| 14 marca | Sprint Raport IBU         | K   | 1. Gabriela Soukalová 21:25.6 (0) 2. Andrea Henkel +17.2 (0) 3. Miriam Gössner +23.6 (1)                                | 4. Olga Wiłuchina 5. Anastasija Kuźmina 6. Kaisa Mäkäräinen 7. Wita Semerenko 8. Tora Berger 9. Anaïs Bescond 10. Tiril Eckhoff          | 16. Magdalena Gwizdoń +1:14.5 (1) 23. Krystyna Pałka +1:33.6 (1) 33. Monika Hojnisz +2:06.0 (0) 39. Weronika Nowakowska-Ziemniak +2:17.3 (2) |
| 15 marca | Sprint Raport IBU         | M   | 1. Martin Fourcade 24:22.6 (0) 2. Lukas Hofer +39.6 (0) 3. Andreas Birnbacher +43.8 (0)                                 | 4. Christoph Sumann 5. Dominik Landertinger 6. Simon Eder 7. Florian Graf 8. Michal Šlesingr 9. Tim Burke 10. Vetle Sjastad Christiansen | Polacy nie startowali |
| 16 marca | Bieg pościgowy Raport IBU | K   | 1. Gabriela Soukalová 30:58.8 (2) 2. Olga Wiłuchina +7.0 (3) 3. Tora Berger +14.8 (2)                                   | 4. Marie Habert 5. Miriam Gössner 6. Laura Dahlmeier 7. Andrea Henkel 8. Kaisa Mäkäräinen 9. Anaïs Bescond 10. Wita Semerenko            | 21. Magdalena Gwizdoń +2:54.3 (6) 25. Krystyna Pałka +3:15.9 (5) 42. Weronika Nowakowska-Ziemniak +5:02.6 (4)                                |
| 16 marca | Bieg pościgowy Raport IBU | M   | 1. Christoph Sumann 34:47.9 (0) 2. Simon Fourcade +35.7 (0) 3. ex aequo Martin Fourcade (5) & Michal Šlesingr (3) +40.4 | 5. Dominik Landertinger 6. Carl Johan Bergman 7. Lukas Hofer 8. Arnd Peiffer 9. Florian Graf 10. Lowell Bailey                           | Polacy nie startowali |
| 17 marca | Bieg masowy Raport IBU    | K   | 1. Gabriela Soukalová 38:22.4 (0) 2. Marie Habert +11.2 (1) 3. Kaisa Mäkäräinen +22.9 (2)                               | 4. Olga Wiłuchina 5. Wita Semerenko 6. Selina Gasparin 7. Laura Dahlmeier 8. Jekatierina Głazyrina 9. Andrea Henkel 10. Tiril Eckhoff    | 12. Krystyna Pałka +1:50.7 (3) 21. Weronika Nowakowska-Ziemniak +3:02.3 (1) 28. Magdalena Gwizdoń +3:51.1 (6)                                |
| 17 marca | Bieg masowy Raport IBU    | M   | 1. Martin Fourcade 41:51.4 (1) 2. Dominik Landertinger +13.9 (1) 3. Emil Hegle Svendsen +17.3 (1)                       | 4. Tim Burke 5. Simon Eder 6. Simon Fourcade 7. Tarjei Bø 8. Anton Szypulin 9. Jewgienij Garaniczew 10. Michal Šlesingr                  | Polacy nie startowali |

## Wyniki zbiorcze

### Kobiety
| Östersund, 25.11.2012 – 2.12.2012 | Östersund, 25.11.2012 – 2.12.2012 | Östersund, 25.11.2012 – 2.12.2012 | Östersund, 25.11.2012 – 2.12.2012 | Östersund, 25.11.2012 – 2.12.2012 |
| Data                              | Konkurencja                       | miejsce                           | miejsce                           | miejsce                           |
| --------------------------------- | --------------------------------- | --------------------------------- | --------------------------------- | --------------------------------- |
| 29 listopada                      | Bieg indywidualny (15 km)         | Tora Berger                       | Darja Domraczewa                  | Jekatierina Głazyrina             |
| 1 grudnia                         | Sprint (7,5 km)                   | Tora Berger                       | Ołena Pidhruszna                  | Olga Wiłuchina                    |
| 2 grudnia                         | Bieg pościgowy (10 km)            | Tora Berger                       | Darja Domraczewa                  | Andrea Henkel                     |

| Hochfilzen, 5.12.2012 – 9.12.2012 | Hochfilzen, 5.12.2012 – 9.12.2012 | Hochfilzen, 5.12.2012 – 9.12.2012                                               | Hochfilzen, 5.12.2012 – 9.12.2012                                              | Hochfilzen, 5.12.2012 – 9.12.2012                                                   |
| Data                              | Konkurencja                       | miejsce                                                                         | miejsce                                                                        | miejsce                                                                             |
| --------------------------------- | --------------------------------- | ------------------------------------------------------------------------------- | ------------------------------------------------------------------------------ | ----------------------------------------------------------------------------------- |
| 7 grudnia                         | Sprint (7,5 km)                   | Darja Domraczewa                                                                | Kaisa Mäkäräinen                                                               | Tora Berger                                                                         |
| 8 grudnia                         | Bieg pościgowy (10 km)            | Synnøve Solemdal                                                                | Tora Berger                                                                    | Kaisa Mäkäräinen                                                                    |
| 9 grudnia                         | Sztafeta (4 * 6 km)               | Norwegia Fanny Welle-Strand Horn · Synnøve Solemdal · Hilde Fenne · Tora Berger | Ukraina Wita Semerenko · Wałentyna Semerenko · Julija Dżima · Ołena Pidhruszna | Rosja Jekatierina Głazyrina · Olga Zajcewa · Jekatierina Szumiłowa · Olga Wiłuchina |

| Pokljuka, 12.12.2012 – 16.12.2012 | Pokljuka, 12.12.2012 – 16.12.2012 | Pokljuka, 12.12.2012 – 16.12.2012 | Pokljuka, 12.12.2012 – 16.12.2012 | Pokljuka, 12.12.2012 – 16.12.2012 |
| Data                              | Konkurencja                       | miejsce                           | miejsce                           | miejsce                           |
| --------------------------------- | --------------------------------- | --------------------------------- | --------------------------------- | --------------------------------- |
| 14 grudnia                        | Sprint (7,5 km)                   | Gabriela Soukalová                | Miriam Gössner                    | Nadzieja Skardzina                |
| 15 grudnia                        | Bieg pościgowy (10 km)            | Miriam Gössner                    | Gabriela Soukalová                | Marie Habert                      |
| 16 grudnia                        | Bieg masowy (12,5 km)             | Tora Berger                       | Miriam Gössner                    | Gabriela Soukalová                |

| Oberhof, 1.01.2013 – 6.01.2013 | Oberhof, 1.01.2013 – 6.01.2013 | Oberhof, 1.01.2013 – 6.01.2013                                                 | Oberhof, 1.01.2013 – 6.01.2013                                             | Oberhof, 1.01.2013 – 6.01.2013                                                 |
| Data                           | Konkurencja                    | miejsce                                                                        | miejsce                                                                    | miejsce                                                                        |
| ------------------------------ | ------------------------------ | ------------------------------------------------------------------------------ | -------------------------------------------------------------------------- | ------------------------------------------------------------------------------ |
| 3 stycznia                     | Sztafeta (4 * 6 km)            | Ukraina Julija Dżima · Wałentyna Semerenko · Ołena Pidhruszna · Wita Semerenko | Francja Marie-Laure Brunet · Anaïs Bescond · Sophie Boilley · Marie Habert | Niemcy Tina Bachmann · Miriam Gössner · Franziska Hildebrand · Nadine Horchler |
| 5 stycznia                     | Sprint (7,5 km)                | Miriam Gössner                                                                 | Tora Berger                                                                | Andrea Henkel                                                                  |
| 6 stycznia                     | Bieg pościgowy (10 km)         | Olga Zajcewa                                                                   | Veronika Vítková                                                           | Wałentyna Semerenko                                                            |

| Ruhpolding, 8.01.2013 – 13.01.2013 | Ruhpolding, 8.01.2013 – 13.01.2013 | Ruhpolding, 8.01.2013 – 13.01.2013                                           | Ruhpolding, 8.01.2013 – 13.01.2013                                                  | Ruhpolding, 8.01.2013 – 13.01.2013                                                 |
| Data                               | Konkurencja                        | miejsce                                                                      | miejsce                                                                             | miejsce                                                                            |
| ---------------------------------- | ---------------------------------- | ---------------------------------------------------------------------------- | ----------------------------------------------------------------------------------- | ---------------------------------------------------------------------------------- |
| 9 stycznia                         | Sztafeta (4 * 6 km)                | Norwegia Hilde Fenne · Ann Kristin Flatland · Synnøve Solemdal · Tora Berger | Rosja Jekatierina Głazyrina · Olga Wiłuchina · Jekatierina Szumiłowa · Olga Zajcewa | Czechy Veronika Vítková · Gabriela Soukalová · Kristyna Cerna · Veronika Zvařičová |
| 11 stycznia                        | Sprint (7,5 km)                    | Miriam Gössner                                                               | Darja Domraczewa                                                                    | Kaisa Mäkäräinen                                                                   |
| 13 stycznia                        | Bieg masowy (12,5 km)              | Tora Berger                                                                  | Darja Domraczewa                                                                    | Olga Zajcewa                                                                       |

| Rasen-Antholz, 16.01.2013 – 20.01.2013 | Rasen-Antholz, 16.01.2013 – 20.01.2013 | Rasen-Antholz, 16.01.2013 – 20.01.2013                                         | Rasen-Antholz, 16.01.2013 – 20.01.2013                                              | Rasen-Antholz, 16.01.2013 – 20.01.2013                                     |
| Data                                   | Konkurencja                            | miejsce                                                                        | miejsce                                                                             | miejsce                                                                    |
| -------------------------------------- | -------------------------------------- | ------------------------------------------------------------------------------ | ----------------------------------------------------------------------------------- | -------------------------------------------------------------------------- |
| 17 stycznia                            | Sprint (7,5 km)                        | Anastasija Kuźmina                                                             | Kaisa Mäkäräinen                                                                    | Darja Domraczewa                                                           |
| 19 stycznia                            | Bieg pościgowy (10 km)                 | Tora Berger                                                                    | Ołena Pidhruszna                                                                    | Kaisa Mäkäräinen                                                           |
| 20 stycznia                            | Sztafeta (4 * 6 km)                    | Niemcy Franziska Hildebrand · Miriam Gössner · Nadine Horchler · Andrea Henkel | Rosja Jekatierina Głazyrina · Olga Zajcewa · Jekatierina Szumiłowa · Olga Wiłuchina | Francja Anaïs Bescond · Sophie Boilley · Marie-Laure Brunet · Marie Habert |

| Nové Město na Moravě, 6.02.2013 – 17.02.2013 | Nové Město na Moravě, 6.02.2013 – 17.02.2013 | Nové Město na Moravě, 6.02.2013 – 17.02.2013                                 | Nové Město na Moravě, 6.02.2013 – 17.02.2013                                   | Nové Město na Moravě, 6.02.2013 – 17.02.2013                              |
| Data                                         | Konkurencja                                  | miejsce                                                                      | miejsce                                                                        | miejsce                                                                   |
| -------------------------------------------- | -------------------------------------------- | ---------------------------------------------------------------------------- | ------------------------------------------------------------------------------ | ------------------------------------------------------------------------- |
| 9 lutego                                     | Sprint (7,5 km)                              | Ołena Pidhruszna                                                             | Tora Berger                                                                    | Wita Semerenko                                                            |
| 10 lutego                                    | Bieg pościgowy (10 km)                       | Tora Berger                                                                  | Krystyna Pałka                                                                 | Ołena Pidhruszna                                                          |
| 13 lutego                                    | Bieg indywidualny (15 km)                    | Tora Berger                                                                  | Andrea Henkel                                                                  | Wałentyna Semerenko                                                       |
| 15 lutego                                    | Sztafeta (4 * 6 km)                          | Norwegia Hilde Fenne · Ann Kristin Flatland · Synnøve Solemdal · Tora Berger | Ukraina Julija Dżima · Wita Semerenko · Wałentyna Semerenko · Ołena Pidhruszna | Włochy Dorothea Wierer · Nicole Gontier · Michela Ponza · Karin Oberhofer |
| 17 lutego                                    | Bieg masowy (12,5 km)                        | Darja Domraczewa                                                             | Tora Berger                                                                    | Monika Hojnisz                                                            |

| Oslo/Holmenkollen, 27.02.2013 – 3.03.2013 | Oslo/Holmenkollen, 27.02.2013 – 3.03.2013 | Oslo/Holmenkollen, 27.02.2013 – 3.03.2013 | Oslo/Holmenkollen, 27.02.2013 – 3.03.2013 | Oslo/Holmenkollen, 27.02.2013 – 3.03.2013 |
| Data                                      | Konkurencja                               | miejsce                                   | miejsce                                   | miejsce                                   |
| ----------------------------------------- | ----------------------------------------- | ----------------------------------------- | ----------------------------------------- | ----------------------------------------- |
| 1 marca                                   | Sprint (7,5 km)                           | Tora Berger                               | Darja Domraczewa                          | Anastasija Kuźmina                        |
| 2 marca                                   | Bieg pościgowy (10 km)                    | Tora Berger                               | Marie Habert                              | Anastasija Kuźmina                        |
| 3 marca                                   | Bieg masowy (12,5 km)                     | Tora Berger                               | Anastasija Kuźmina                        | Darja Domraczewa                          |

| Soczi, 4.03.2013 – 10.03.2013 | Soczi, 4.03.2013 – 10.03.2013 | Soczi, 4.03.2013 – 10.03.2013                                                     | Soczi, 4.03.2013 – 10.03.2013                                                    | Soczi, 4.03.2013 – 10.03.2013                                             |
| Data                          | Konkurencja                   | miejsce                                                                           | miejsce                                                                          | miejsce                                                                   |
| ----------------------------- | ----------------------------- | --------------------------------------------------------------------------------- | -------------------------------------------------------------------------------- | ------------------------------------------------------------------------- |
| 7 marca                       | Bieg indywidualny (15 km)     | Darja Domraczewa                                                                  | Olga Zajcewa                                                                     | Tora Berger                                                               |
| 9 marca                       | Sprint (7,5 km)               | Magdalena Gwizdoń                                                                 | Anastasija Kuźmina                                                               | Tora Berger                                                               |
| 10 marca                      | Sztafeta (4 * 6 km)           | Niemcy Andrea Henkel · Evi Sachenbacher-Stehle · Miriam Gössner · Laura Dahlmeier | Ukraina Julija Dżima · Ołena Pidhruszna · Wałentyna Semerenko · Marija Panfiłowa | Norwegia Hilde Fenne · Tiril Eckhoff · Ann Kristin Flatland · Tora Berger |

| Chanty-Mansyjsk, 11.03.2013 – 17.03.2013 | Chanty-Mansyjsk, 11.03.2013 – 17.03.2013 | Chanty-Mansyjsk, 11.03.2013 – 17.03.2013 | Chanty-Mansyjsk, 11.03.2013 – 17.03.2013 | Chanty-Mansyjsk, 11.03.2013 – 17.03.2013 |
| Data                                     | Konkurencja                              | miejsce                                  | miejsce                                  | miejsce                                  |
| ---------------------------------------- | ---------------------------------------- | ---------------------------------------- | ---------------------------------------- | ---------------------------------------- |
| 14 marca                                 | Sprint (7,5 km)                          | Gabriela Soukalová                       | Andrea Henkel                            | Miriam Gössner                           |
| 16 marca                                 | Bieg pościgowy (10 km)                   | Gabriela Soukalová                       | Olga Wiłuchina                           | Tora Berger                              |
| 17 marca                                 | Bieg masowy (12,5 km)                    | Gabriela Soukalová                       | Marie Habert                             | Kaisa Mäkäräinen                         |

### Mężczyźni
| Östersund, 25.11.2012 – 2.12.2012 | Östersund, 25.11.2012 – 2.12.2012 | Östersund, 25.11.2012 – 2.12.2012 | Östersund, 25.11.2012 – 2.12.2012 | Östersund, 25.11.2012 – 2.12.2012 |
| Data                              | Konkurencja                       | miejsce                           | miejsce                           | miejsce                           |
| --------------------------------- | --------------------------------- | --------------------------------- | --------------------------------- | --------------------------------- |
| 28 listopada                      | Bieg indywidualny (20 km)         | Martin Fourcade                   | Dominik Landertinger              | Erik Lesser                       |
| 1 grudnia                         | Sprint (10 km)                    | Jean-Philippe Leguellec           | Alexis Bœuf                       | Christoph Sumann                  |
| 2 grudnia                         | Bieg pościgowy (12,5 km)          | Martin Fourcade                   | Andreas Birnbacher                | Anton Szypulin                    |

| Hochfilzen, 5.12.2012 – 9.12.2012 | Hochfilzen, 5.12.2012 – 9.12.2012 | Hochfilzen, 5.12.2012 – 9.12.2012                                                                      | Hochfilzen, 5.12.2012 – 9.12.2012                                            | Hochfilzen, 5.12.2012 – 9.12.2012                                                 |
| Data                              | Konkurencja                       | miejsce                                                                                                | miejsce                                                                      | miejsce                                                                           |
| --------------------------------- | --------------------------------- | --- | ---------------------------------------------------------------------------- | --------------------------------------------------------------------------------- |
| 7 grudnia                         | Sprint (10 km)                    | Andreas Birnbacher                                                                                     | Martin Fourcade                                                              | Jakov Fak                                                                         |
| 8 grudnia                         | Bieg pościgowy (12,5 km)          | Jakov Fak                                                                                              | Dmitrij Małyszko                                                             | Martin Fourcade                                                                   |
| 9 grudnia                         | Sztafeta (4 * 7,5 km)             | Norwegia Lars Helge Birkeland · Ole Einar Bjørndalen · Vetle Sjåstad Christiansen · Henrik L’Abée-Lund | Francja Vincent Jay · Jean-Guillaume Béatrix · Alexis Bœuf · Martin Fourcade | Rosja Anton Szypulin · Andriej Makowiejew · Jewgienij Ustiugow · Dmitrij Małyszko |

| Pokljuka, 12.12.2012 – 16.12.2012 | Pokljuka, 12.12.2012 – 16.12.2012 | Pokljuka, 12.12.2012 – 16.12.2012 | Pokljuka, 12.12.2012 – 16.12.2012 | Pokljuka, 12.12.2012 – 16.12.2012 |
| Data                              | Konkurencja                       | miejsce                           | miejsce                           | miejsce                           |
| --------------------------------- | --------------------------------- | --------------------------------- | --------------------------------- | --------------------------------- |
| 13 grudnia                        | Sprint (10 km)                    | Jakov Fak                         | Emil Hegle Svendsen               | Martin Fourcade                   |
| 15 grudnia                        | Bieg pościgowy (12,5 km)          | Emil Hegle Svendsen               | Ondřej Moravec                    | Martin Fourcade                   |
| 16 grudnia                        | Bieg masowy (15 km)               | Andreas Birnbacher                | Jakov Fak                         | Tim Burke                         |

| Oberhof, 1.01.2013 – 6.01.2013 | Oberhof, 1.01.2013 – 6.01.2013 | Oberhof, 1.01.2013 – 6.01.2013                                                   | Oberhof, 1.01.2013 – 6.01.2013                                                                | Oberhof, 1.01.2013 – 6.01.2013                                               |
| Data                           | Konkurencja                    | miejsce                                                                          | miejsce                                                                                       | miejsce                                                                      |
| ------------------------------ | ------------------------------ | -------------------------------------------------------------------------------- | --------------------------------------------------------------------------------------------- | ---------------------------------------------------------------------------- |
| 4 stycznia                     | Sztafeta (4 * 7,5 km)          | Rosja Aleksiej Wołkow · Jewgienij Garaniczew · Anton Szypulin · Dmitrij Małyszko | Norwegia Henrik L’Abée-Lund · Ole Einar Bjørndalen · Erlend Bjøntegaard · Emil Hegle Svendsen | Francja Vincent Jay · Jean-Guillaume Béatrix · Alexis Bœuf · Martin Fourcade |
| 5 stycznia                     | Sprint (10 km)                 | Dmitrij Małyszko                                                                 | Jewgienij Garaniczew                                                                          | Ondřej Moravec                                                               |
| 6 stycznia                     | Bieg pościgowy (12,5 km)       | Dmitrij Małyszko                                                                 | Jewgienij Garaniczew                                                                          | Emil Hegle Svendsen                                                          |

| Ruhpolding, 8.01.2013 – 13.01.2013 | Ruhpolding, 8.01.2013 – 13.01.2013 | Ruhpolding, 8.01.2013 – 13.01.2013                                              | Ruhpolding, 8.01.2013 – 13.01.2013                                                   | Ruhpolding, 8.01.2013 – 13.01.2013                                              |
| Data                               | Konkurencja                        | miejsce                                                                         | miejsce                                                                              | miejsce                                                                         |
| ---------------------------------- | ---------------------------------- | ------------------------------------------------------------------------------- | ------------------------------------------------------------------------------------ | ------------------------------------------------------------------------------- |
| 10 stycznia                        | Sztafeta (4 * 7,5 km)              | Francja Simon Fourcade · Jean-Guillaume Béatrix · Alexis Bœuf · Martin Fourcade | Norwegia Lars Helge Birkeland · Tarjei Bø · Henrik L’Abée-Lund · Emil Hegle Svendsen | Austria Simon Eder · Friedrich Pinter · Dominik Landertinger · Christoph Sumann |
| 12 stycznia                        | Sprint (10 km)                     | Martin Fourcade                                                                 | Jewgienij Ustiugow                                                                   | Andriej Makowiejew                                                              |
| 13 stycznia                        | Bieg masowy (15 km)                | Martin Fourcade                                                                 | Dmitrij Małyszko                                                                     | Emil Hegle Svendsen                                                             |

| Rasen-Antholz, 16.01.2013 – 20.01.2013 | Rasen-Antholz, 16.01.2013 – 20.01.2013 | Rasen-Antholz, 16.01.2013 – 20.01.2013                                          | Rasen-Antholz, 16.01.2013 – 20.01.2013                                              | Rasen-Antholz, 16.01.2013 – 20.01.2013                                           |
| Data                                   | Konkurencja                            | miejsce                                                                         | miejsce                                                                             | miejsce                                                                          |
| -------------------------------------- | -------------------------------------- | ------------------------------------------------------------------------------- | ----------------------------------------------------------------------------------- | -------------------------------------------------------------------------------- |
| 18 stycznia                            | Sprint (10 km)                         | Anton Szypulin                                                                  | Emil Hegle Svendsen                                                                 | Jakov Fak                                                                        |
| 19 stycznia                            | Bieg pościgowy (12,5 km)               | Anton Szypulin                                                                  | Jakov Fak                                                                           | Daniel Mesotitsch                                                                |
| 20 stycznia                            | Sztafeta (4 * 7,5 km)                  | Francja Simon Fourcade · Jean-Guillaume Béatrix · Alexis Bœuf · Martin Fourcade | Rosja Anton Szypulin · Jewgienij Ustiugow · Jewgienij Garaniczew · Dmitrij Małyszko | Austria Simon Eder · Christoph Sumann · Daniel Mesotitsch · Dominik Landertinger |

| Nové Město na Moravě, 6.02.2013 – 17.02.2013 | Nové Město na Moravě, 6.02.2013 – 17.02.2013 | Nové Město na Moravě, 6.02.2013 – 17.02.2013                                         | Nové Město na Moravě, 6.02.2013 – 17.02.2013                                    | Nové Město na Moravě, 6.02.2013 – 17.02.2013                           |
| Data                                         | Konkurencja                                  | miejsce                                                                              | miejsce                                                                         | miejsce                                                                |
| -------------------------------------------- | -------------------------------------------- | ------------------------------------------------------------------------------------ | ------------------------------------------------------------------------------- | ---------------------------------------------------------------------- |
| 9 lutego                                     | Sprint (10 km)                               | Emil Hegle Svendsen                                                                  | Martin Fourcade                                                                 | Jakov Fak                                                              |
| 10 lutego                                    | Bieg pościgowy (12,5 km)                     | Emil Hegle Svendsen                                                                  | Martin Fourcade                                                                 | Anton Szypulin                                                         |
| 14 lutego                                    | Bieg indywidualny (20 km)                    | Martin Fourcade                                                                      | Tim Burke                                                                       | Fredrik Lindström                                                      |
| 16 lutego                                    | Sztafeta (4 * 7,5 km)                        | Norwegia Ole Einar Bjørndalen · Henrik L’Abée-Lund · Tarjei Bø · Emil Hegle Svendsen | Francja Simon Fourcade · Jean-Guillaume Béatrix · Alexis Bœuf · Martin Fourcade | Niemcy Simon Schempp · Andreas Birnbacher · Arnd Peiffer · Erik Lesser |
| 17 lutego                                    | Bieg masowy (15 km)                          | Tarjei Bø                                                                            | Anton Szypulin                                                                  | Emil Hegle Svendsen                                                    |

| Oslo/Holmenkollen, 27.02.2013 – 3.03.2013 | Oslo/Holmenkollen, 27.02.2013 – 3.03.2013 | Oslo/Holmenkollen, 27.02.2013 – 3.03.2013 | Oslo/Holmenkollen, 27.02.2013 – 3.03.2013 | Oslo/Holmenkollen, 27.02.2013 – 3.03.2013 |
| Data                                      | Konkurencja                               | miejsce                                   | miejsce                                   | miejsce                                   |
| ----------------------------------------- | ----------------------------------------- | ----------------------------------------- | ----------------------------------------- | ----------------------------------------- |
| 28 lutego                                 | Sprint (10 km)                            | Tarjei Bø                                 | Martin Fourcade                           | Andrij Deryzemla                          |
| 2 marca                                   | Bieg pościgowy (12,5 km)                  | Martin Fourcade                           | Tarjei Bø                                 | Aleksandr Łoginow                         |
| 3 marca                                   | Bieg masowy (15 km)                       | Ondřej Moravec                            | Martin Fourcade                           | Erik Lesser                               |

| Soczi, 4.03.2013 – 10.03.2013 | Soczi, 4.03.2013 – 10.03.2013 | Soczi, 4.03.2013 – 10.03.2013                                                    | Soczi, 4.03.2013 – 10.03.2013                                          | Soczi, 4.03.2013 – 10.03.2013                                         |
| Data                          | Konkurencja                   | miejsce                                                                          | miejsce                                                                | miejsce                                                               |
| ----------------------------- | ----------------------------- | -------------------------------------------------------------------------------- | ---------------------------------------------------------------------- | --------------------------------------------------------------------- |
| 7 marca                       | Bieg indywidualny (20 km)     | Martin Fourcade                                                                  | Andreas Birnbacher                                                     | Serhij Semenow                                                        |
| 9 marca                       | Sprint (10 km)                | Martin Fourcade                                                                  | Jewgienij Ustiugow                                                     | Henrik L’Abée-Lund                                                    |
| 10 marca                      | Sztafeta (4 * 7,5 km)         | Rosja Anton Szypulin · Aleksandr Łoginow · Dmitrij Małyszko · Jewgienij Ustiugow | Niemcy Erik Lesser · Andreas Birnbacher · Arnd Peiffer · Benedikt Doll | Czechy Michal Šlesingr · Jaroslav Soukup · Vít Jánov · Ondřej Moravec |

| Chanty-Mansyjsk, 11.03.2013 – 17.03.2013 | Chanty-Mansyjsk, 11.03.2013 – 17.03.2013 | Chanty-Mansyjsk, 11.03.2013 – 17.03.2013 | Chanty-Mansyjsk, 11.03.2013 – 17.03.2013 | Chanty-Mansyjsk, 11.03.2013 – 17.03.2013 |
| Data                                     | Konkurencja                              | miejsce                                  | miejsce                                  | miejsce                                  |
| ---------------------------------------- | ---------------------------------------- | ---------------------------------------- | ---------------------------------------- | ---------------------------------------- |
| 15 marca                                 | Sprint (10 km)                           | Martin Fourcade                          | Lukas Hofer                              | Andreas Birnbacher                       |
| 16 marca                                 | Bieg pościgowy (12,5 km)                 | Christoph Sumann                         | Simon Fourcade                           | Martin Fourcade Michal Šlesingr          |
| 17 marca                                 | Bieg masowy (15 km)                      | Martin Fourcade                          | Dominik Landertinger                     | Emil Hegle Svendsen                      |

### Zawody mieszane
| Östersund, 24.11.2012 – 2.12.2012 | Östersund, 24.11.2012 – 2.12.2012      | Östersund, 24.11.2012 – 2.12.2012                                          | Östersund, 24.11.2012 – 2.12.2012                                                  | Östersund, 24.11.2012 – 2.12.2012                                               |
| Data                              | Konkurencja                            | miejsce                                                                    | miejsce                                                                            | miejsce                                                                         |
| --------------------------------- | -------------------------------------- | -------------------------------------------------------------------------- | ---------------------------------------------------------------------------------- | ------------------------------------------------------------------------------- |
| 25 listopada                      | Sztafeta mieszana (2 * 6 + 2 * 7,5 km) | Rosja Olga Zajcewa · Olga Wiłuchina · Aleksiej Wołkow · Jewgienij Ustiugow | Norwegia Tora Berger · Synnøve Solemdal · Erlend Bjøntegaard · Emil Hegle Svendsen | Czechy Veronika Vítková · Gabriela Soukalová · Michal Šlesingr · Ondřej Moravec |

| Nové Město na Moravě, 6.02.2013 – 17.02.2013 | Nové Město na Moravě, 6.02.2013 – 17.02.2013 | Nové Město na Moravě, 6.02.2013 – 17.02.2013                              | Nové Město na Moravě, 6.02.2013 – 17.02.2013                              | Nové Město na Moravě, 6.02.2013 – 17.02.2013                                    |
| Data                                         | Konkurencja                                  | miejsce                                                                   | miejsce                                                                   | miejsce                                                                         |
| -------------------------------------------- | -------------------------------------------- | ------------------------------------------------------------------------- | ------------------------------------------------------------------------- | ------------------------------------------------------------------------------- |
| 7 lutego                                     | Sztafeta mieszana (2 * 6 + 2 * 7,5 km)       | Norwegia Tora Berger · Synnøve Solemdal · Tarjei Bø · Emil Hegle Svendsen | Francja Marie-Laure Brunet · Marie Habert · Alexis Bœuf · Martin Fourcade | Czechy Veronika Vítková · Gabriela Soukalová · Jaroslav Soukup · Ondřej Moravec |

## Klasyfikacje

### Kobiety
| Miejsce | Zawodniczka        | Punkty |
| ------- | ------------------ | ------ |
| 1.      | Tora Berger        | 1234   |
| 2.      | Darja Domraczewa   | 924    |
| 3.      | Andrea Henkel      | 856    |
| 4.      | Marie Habert       | 843    |
| 5.      | Kaisa Mäkäräinen   | 834    |
| 6.      | Gabriela Soukalová | 800    |
| 7.      | Anastasija Kuźmina | 769    |
| 8.      | Ołena Pidhruszna   | 764    |
| 9.      | Miriam Gössner     | 746    |
| 10.     | Wita Semerenko     | 739    |

| Miejsce | Zawodniczka         | Punkty |
| ------- | ------------------- | ------ |
| 11.     | Olga Zajcewa        | 718    |
| 12.     | Olga Wiłuchina      | 706    |
| 13.     | Teja Gregorin       | 653    |
| 14.     | Krystyna Pałka      | 645    |
| 15.     | Magdalena Gwizdoń   | 632    |
| 16.     | Veronika Vítková    | 511    |
| 17.     | Anaïs Bescond       | 499    |
| 18.     | Nadzieja Skardzina  | 478    |
| 19.     | Selina Gasparin     | 439    |
| 20.     | Wałentyna Semerenko | 438    |

| Miejsce | Zawodniczka           | Punkty |
| ------- | --------------------- | ------ |
| 1.      | Tora Berger           | 168    |
| 2.      | Andrea Henkel         | 131    |
| 3.      | Darja Domraczewa      | 122    |
| 4.      | Olga Zajcewa          | 107    |
| 5.      | Anastasija Kuźmina    | 104    |
| 6.      | Kaisa Mäkäräinen      | 104    |
| 7.      | Gabriela Soukalová    | 94     |
| 8.      | Selina Gasparin       | 90     |
| 9.      | Wałentyna Semerenko   | 86     |
| 10.     | Jekatierina Głazyrina | 84     |

| Miejsce | Zawodniczka        | Punkty |
| ------- | ------------------ | ------ |
| 1.      | Tora Berger        | 428    |
| 2.      | Darja Domraczewa   | 351    |
| 3.      | Miriam Gössner     | 337    |
| 4.      | Marie Habert       | 325    |
| 5.      | Kaisa Mäkäräinen   | 324    |
| 6.      | Gabriela Soukalová | 313    |
| 7.      | Andrea Henkel      | 307    |
| 8.      | Ołena Pidhruszna   | 305    |
| 9.      | Anastasija Kuźmina | 294    |
| 10.     | Wita Semerenko     | 281    |

| Miejsce | Zawodniczka        | Punkty |
| ------- | ------------------ | ------ |
| 1.      | Tora Berger        | 417    |
| 2.      | Andrea Henkel      | 279    |
| 3.      | Marie Habert       | 277    |
| 4.      | Ołena Pidhruszna   | 265    |
| 5.      | Kaisa Mäkäräinen   | 255    |
| 6.      | Darja Domraczewa   | 251    |
| 7.      | Olga Wiłuchina     | 241    |
| 8.      | Gabriela Soukalová | 227    |
| 9.      | Olga Zajcewa       | 226    |
| 10.     | Krystyna Pałka     | 222    |

| Miejsce | Zawodniczka        | Punkty |
| ------- | ------------------ | ------ |
| 1.      | Tora Berger        | 262    |
| 2.      | Darja Domraczewa   | 200    |
| 3.      | Wita Semerenko     | 185    |
| 4.      | Marie Habert       | 175    |
| 5.      | Kaisa Mäkäräinen   | 171    |
| 6.      | Teja Gregorin      | 171    |
| 7.      | Gabriela Soukalová | 166    |
| 8.      | Miriam Gössner     | 160    |
| 9.      | Anastasija Kuźmina | 157    |
| 10.     | Olga Zajcewa       | 150    |

| Miejsce | Reprezentacja | Punkty |
| ------- | ------------- | ------ |
| 1.      | Norwegia      | 314    |
| 2.      | Ukraina       | 298    |
| 3.      | Niemcy        | 294    |
| 4.      | Rosja         | 277    |
| 5.      | Francja       | 258    |
| 6.      | Włochy        | 226    |
| 7.      | Polska        | 218    |
| 8.      | Białoruś      | 210    |
| 9.      | Czechy        | 198    |
| 10.     | Szwecja       | 173    |

| Miejsce | Reprezentacja | Punkty |
| ------- | ------------- | ------ |
| 1.      | Norwegia      | 7626   |
| 2.      | Niemcy        | 7556   |
| 3.      | Rosja         | 7392   |
| 4.      | Ukraina       | 7386   |
| 5.      | Francja       | 7058   |
| 6.      | Białoruś      | 6471   |
| 7.      | Polska        | 6426   |
| 8.      | Włochy        | 6177   |
| 9.      | Czechy        | 6015   |
| 10.     | Słowacja      | 5443   |

### Mężczyźni
| Miejsce | Zawodnik             | Punkty |
| ------- | -------------------- | ------ |
| 1.      | Martin Fourcade      | 1248   |
| 2.      | Emil Hegle Svendsen  | 827    |
| 3.      | Dominik Landertinger | 715    |
| 4.      | Jakov Fak            | 709    |
| 5.      | Andreas Birnbacher   | 691    |
| 6.      | Jewgienij Ustiugow   | 677    |
| 7.      | Fredrik Lindström    | 654    |
| 8.      | Dmitrij Małyszko     | 645    |
| 9.      | Anton Szypulin       | 618    |
| 10.     | Tim Burke            | 615    |

| Miejsce | Zawodnik               | Punkty |
| ------- | ---------------------- | ------ |
| 11.     | Simon Eder             | 607    |
| 12.     | Ondřej Moravec         | 603    |
| 13.     | Jean-Guillaume Béatrix | 589    |
| 14.     | Jewgienij Garaniczew   | 559    |
| 15.     | Tarjei Bø              | 518    |
| 16.     | Erik Lesser            | 518    |
| 17.     | Alexis Bœuf            | 493    |
| 18.     | Arnd Peiffer           | 491    |
| 19.     | Björn Ferry            | 481    |
| 20.     | Lukas Hofer            | 480    |

| Miejsce | Zawodnik             | Punkty |
| ------- | -------------------- | ------ |
| 1.      | Martin Fourcade      | 180    |
| 2.      | Andreas Birnbacher   | 104    |
| 3.      | Tim Burke            | 102    |
| 4.      | Dominik Landertinger | 100    |
| 5.      | Ondřej Moravec       | 97     |
| 6.      | Björn Ferry          | 78     |
| 7.      | Fredrik Lindström    | 72     |
| 8.      | Lukas Hofer          | 70     |
| 9.      | Henrik L’Abée-Lund   | 69     |
| 10.     | Krasimir Anew        | 66     |

| Miejsce | Zawodnik               | Punkty |
| ------- | ---------------------- | ------ |
| 1.      | Martin Fourcade        | 484    |
| 2.      | Emil Hegle Svendsen    | 315    |
| 3.      | Jewgienij Ustiugow     | 313    |
| 4.      | Jakov Fak              | 302    |
| 5.      | Simon Eder             | 260    |
| 6.      | Andreas Birnbacher     | 243    |
| 7.      | Dominik Landertinger   | 242    |
| 8.      | Dmitrij Małyszko       | 240    |
| 9.      | Jean-Guillaume Béatrix | 224    |
| 10.     | Erik Lesser            | 218    |

| Miejsce | Zawodnik             | Punkty |
| ------- | -------------------- | ------ |
| 1.      | Martin Fourcade      | 388    |
| 2.      | Emil Hegle Svendsen  | 287    |
| 3.      | Anton Szypulin       | 247    |
| 4.      | Fredrik Lindström    | 240    |
| 5.      | Dmitrij Małyszko     | 231    |
| 6.      | Dominik Landertinger | 218    |
| 7.      | Jewgienij Garaniczew | 217    |
| 8.      | Jewgienij Ustiugow   | 215    |
| 9.      | Jakov Fak            | 214    |
| 10.     | Andreas Birnbacher   | 181    |

| Miejsce | Zawodnik             | Punkty |
| ------- | -------------------- | ------ |
| 1.      | Martin Fourcade      | 248    |
| 2.      | Emil Hegle Svendsen  | 182    |
| 3.      | Tim Burke            | 167    |
| 4.      | Andreas Birnbacher   | 163    |
| 5.      | Ondřej Moravec       | 162    |
| 6.      | Tarjei Bø            | 159    |
| 7.      | Dominik Landertinger | 155    |
| 8.      | Jakov Fak            | 154    |
| 9.      | Simon Eder           | 140    |
| 10.     | Björn Ferry          | 137    |

| Miejsce | Reprezentacja | Punkty |
| ------- | ------------- | ------ |
| 1.      | Rosja         | 305    |
| 2.      | Norwegia      | 305    |
| 3.      | Francja       | 296    |
| 4.      | Niemcy        | 267    |
| 5.      | Austria       | 243    |
| 6.      | Czechy        | 226    |
| 7.      | Szwecja       | 215    |
| 8.      | Ukraina       | 200    |
| 9.      | Włochy        | 195    |
| 10.     | Słowacja      | 194    |

| Miejsce | Reprezentacja     | Punkty |
| ------- | ----------------- | ------ |
| 1.      | Rosja             | 7749   |
| 2.      | Norwegia          | 7692   |
| 3.      | Francja           | 7656   |
| 4.      | Niemcy            | 7227   |
| 5.      | Austria           | 6905   |
| 6.      | Czechy            | 6517   |
| 7.      | Szwecja           | 6244   |
| 8.      | Włochy            | 6020   |
| 9.      | Ukraina           | 6000   |
| 10.     | Stany Zjednoczone | 5578   |

### Sztafety mieszane
| Miejsce | Reprezentacja | Punkty |
| ------- | ------------- | ------ |
| 1.      | Norwegia      | 114    |
| 2.      | Rosja         | 98     |
| 3.      | Czechy        | 96     |
| 4.      | Francja       | 94     |
| 5.      | Włochy        | 79     |
| 6.      | Słowenia      | 78     |
| 7.      | Niemcy        | 71     |
| 8.      | Słowacja      | 66     |
| 9.      | Ukraina       | 63     |
| 10.     | Szwecja       | 61     |

| Miejsce | Reprezentacja     | Punkty |
| ------- | ----------------- | ------ |
| 11.     | Szwajcaria        | 61     |
| 12.     | Białoruś          | 59     |
| 13.     | Stany Zjednoczone | 58     |
| 14.     | Polska            | 58     |
| 15.     | Kanada            | 51     |
| 16.     | Finlandia         | 50     |
| 17.     | Austria           | 50     |
| 18.     | Kazachstan        | 44     |
| 19.     | Bułgaria          | 42     |
| 20.     | Japonia           | 42     |

## Wyniki Polaków

### Indywidualnie
| Zawodnik               | IN | SP | PU | SP | PU | SP | PU | MS | SP | PU  | SP  | MS | SP  | PU | SP | PU | IN | MS | SP | PU  | MS | IN  | SP | SP | PU  | MS |
| P. Bobak               | 54 | 48 | 43 | 23 | 24 | –  | –  | –  | 55 | 46  | –   | –  | –   | –  | –  | –  | –  | –  | 55 | 39  | –  | –   | –  | –  | –   | –  |
| A. Cyl                 | –  | –  | –  | 55 | 39 | 19 | 29 | 30 | –  | –   | DNS | –  | DNS | –  | –  | –  | 49 | –  | –  | –   | –  | –   | –  | –  | –   | –  |
| M. Gwizdoń             | 25 | 20 | 18 | 6  | 15 | 6  | 12 | 26 | 45 | 47  | 27  | 22 | 15  | 11 | 12 | 12 | 18 | 27 | 13 | 16  | 10 | 5   | 1  | 16 | 21  | 28 |
| M. Hojnisz             | 83 | 83 | q  | –  | –  | 43 | 32 | –  | 19 | 28  | 87  | –  | 36  | 42 | 24 | 13 | –  | 3  | –  | –   | –  | –   | 12 | 33 | DNS | –  |
| W. Nowakowska-Ziemniak | 16 | 25 | 16 | 19 | 20 | 37 | 43 | 28 | 49 | DNS | 7   | 26 | 23  | 25 | 34 | 27 | 23 | 12 | 11 | DNF | –  | –   | 49 | 39 | 42  | 21 |
| K. Pałka               | 7  | 16 | 11 | 5  | 19 | 29 | 17 | 7  | 31 | 27  | 13  | 15 | 13  | 22 | 7  | 2  | 22 | 7  | 16 | 4   | 22 | DNS | 39 | 23 | 12  | 25 |

| Zawodnik                                                                | IN | SP | PU | SP | PU | SP  | PU | MS | SP | PU | SP | MS | SP | PU | SP  | PU | IN  | MS | SP | PU | MS | IN | SP | SP | PU | MS |
| G. Bril                                                                 | 71 | 93 | q  | 96 | –  | 102 | –  | –  | –  | –  | –  | –  | –  | –  | –   | –  | –   | –  | –  | –  | –  | –  | –  | –  | –  | –  |
| G. Guzik                                                                | –  | –  | –  | –  | –  | –   | –  | –  | –  | –  | –  | –  | –  | –  | –   | –  | 104 | –  | –  | –  | –  | –  | –  | –  | –  | –  |
| A. Kwak                                                                 | –  | –  | –  | –  | –  | –   | –  | –  | –  | –  | 92 | –  | 74 | –  | 97  | –  | 65  | –  | –  | –  | –  | –  | –  | –  | –  | –  |
| R. Lepel                                                                | –  | –  | –  | –  | –  | –   | –  | –  | 92 | –  | 97 | –  | –  | –  | –   | –  | –   | –  | –  | –  | –  | –  | –  | –  | –  | –  |
| K. Pływaczyk                                                            | 65 | 99 | q  | 70 | –  | 87  | –  | –  | –  | –  | –  | –  | –  | –  | 80  | –  | 52  | –  | –  | –  | –  | –  | –  | –  | –  | –  |
| Ł. Słonina                                                              | –  | –  | –  | –  | –  | –   | –  | –  | 90 | –  | –  | –  | 91 | –  | 102 | –  | –   | –  | –  | –  | –  | –  | –  | –  | –  | –  |
| Ł. Szczurek                                                             | 63 | 60 | 60 | 95 | –  | 60  | 58 | –  | 71 | –  | 85 | –  | 88 | –  | 84  | –  | 41  | –  | –  | –  | –  | –  | –  | –  | –  | –  |
| Legenda                                                                 |    |    |    |    |    |     |    |    |    |    |    |    |    |    |     |    |     |    |    |    |    |    |    |    |    |    |
| SP – sprint IN – bieg indywidualny PU – bieg pościgowy MS – bieg masowy |    |    |    |    |    |     |    |    |    |    |    |    |    |    |     |    |     |    |    |    |    |    |    |    |    |    |